# Coublucq
Coublucq [kublyk] ist eine französische Gemeinde mit 89 Einwohnern (Stand 1. Januar 2022) im Département Pyrénées-Atlantiques in der Region Nouvelle-Aquitaine. Die Gemeinde gehört zum Arrondissement Pau und zum Kanton Artix et Pays de Soubestre.
Die Bewohner werden Coublucois oder Coublucoises genannt. Der Name in der gascognischen Sprache lautet Cobluc.

## Geographie
Coublucq liegt ca. 35 km nördlich von Pau in der historischen Provinz Béarn am nördlichen Rand des Départements.
Umgeben wird der Ort von den Nachbargemeinden:
|        | Poursiugues-Boucoue                         |                         |
| Vignes | Kompassrose, die auf Nachbargemeinden zeigt | Boueilh-Boueilho-Lasque |
| Méracq | Pouliacq                                    |                         |

Coublucq liegt im Einzugsgebiet des Flusses Adour. Zwei seiner Nebenflüsse, der Gabas und der Louts, fließen an der östlichen bzw. westlichen Grenze des Gemeindegebiets. Die Rimblé, ein Zufluss des Gabas, bewässert den östlichen Teil der Gemeinde.

## Geschichte
Mehrere Hügelgräber bezeugen eine erste Besiedelung bereits in der Urgeschichte. Die ältesten Objekte, die in diesem Tumuli gefunden wurden, datieren aus der Jungsteinzeit. Obwohl die Gemeinde auf einer geografischen Ebene liegt, gibt es keine Anzeichen von früheren Verteidigungsanlagen.
Coublucq gehörte seit dem 10. Jahrhundert zu den elf Pfarrgemeinden der Vicomté von Louvigny. Während der Hugenottenkriege gehörte die Vicomté nicht zur Provinz Béarn, in der Jeanne d’Albret, Königin von Navarra, ab 1560 in ihrem Gebiet die Reformation einführte. Es ist daher anzunehmen, dass Coublucq ein Zufluchtsort von katholischen Priestern vor protestantischen Angriffen gewesen ist.
Bis 1790 gehörte Coubluc zur Region Chalosse im Süden des heutigen Départements Landes und zum Bezirk von Saint-Sever, wie es auch auf der Karte von Cassini von 1750 eingezeichnet ist. Seit der Französischen Revolution gehört die Gemeinde zum Département Basses-Pyrénées, und seit dem Französischen Konsulat besitzt sie die heutige Namensform.

### Einwohnerentwicklung
Nach Höchstständen der Einwohnerzahl in der Mitte des 19. Jahrhunderts mit fast 300 Einwohnern reduzierte sich die Zahl bei kurzzeitigen Wachstumsphasen bis heute um zwei Drittel und pendelt sich auf ein Niveau von rund 100 Bewohnern ein.
| Jahr      | 1962 | 1968 | 1975 | 1982 | 1990 | 1999 | 2006 | 2009 | 2022 |
| --------- | ---- | ---- | ---- | ---- | ---- | ---- | ---- | ---- | ---- |
| Einwohner | 143  | 130  | 126  | 110  | 96   | 110  | 107  | 105  | 89   |

## Sehenswürdigkeiten

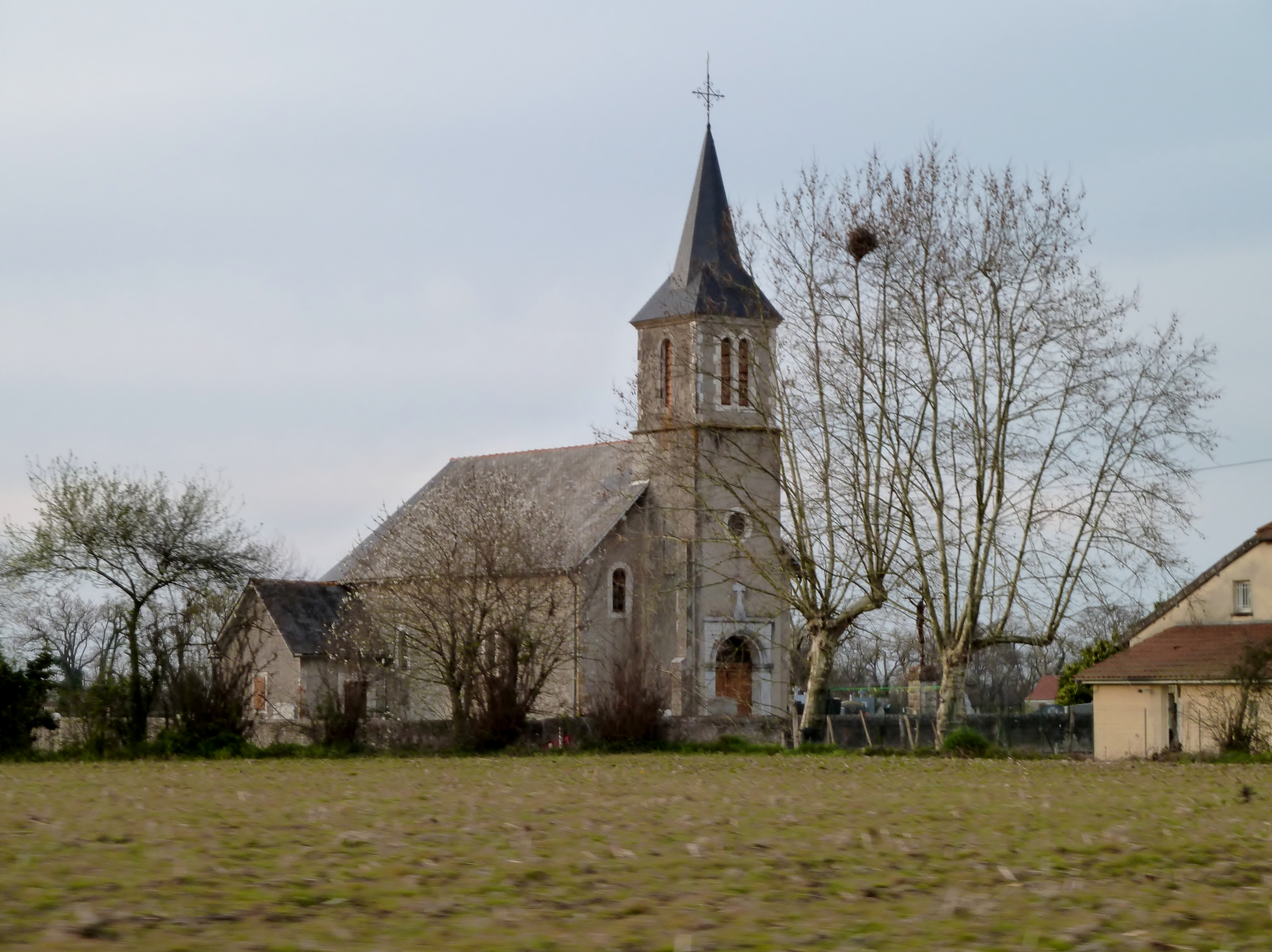
Ortskirche de l’Assomption-de-la-Bienheureuse-Vierge-Marie

- Ortskirche L’Assomption-de-la-Bienheureuse-Vierge-Marie, gewidmet Mariä Himmelfahrt. Die ursprüngliche romanische Kirche von Coublucq datierte aus dem 10. Jahrhundert. Baumaterialien dieser einfachen Kirche wurde für den Neubau der heutigen Kirche an der gleichen Stelle zwischen 1896 und 1901 verwendet. Das Langhaus mit einem Kirchenschiff wird von einer halbrunden Apsis abgeschlossen und ist mit einem Schieferdach bedeckt, der Glockenturm ist als Eingangsvorbau errichtet. Sieben Glasfenster mit religiösen Personen wurden in der zweiten Hälfte des 19. Jahrhunderts vom Glasmaler Louis Saint-Blancat aus Toulouse gestaltet.[4]

- Landsitz, genannt Schloss von Coublucq. Etwas außerhalb des Ortszentrums wurde das Gebäude im 16. Jahrhundert errichtet. Im 18. Jahrhundert wurden die Fensteröffnungen neu gestaltet, im 19. Jahrhundert ist das Gebäude beträchtlich erweitert worden. Der Landsitz setzt sich zusammen aus einem Wohngebäude mit einem angefügten Treppenturm. Über der Tür des Turms befindet sich ein Wappen, das nach einer Restaurierung jetzt teilweise wieder bestimmt werden kann.[9][10]

## Wirtschaft und Infrastruktur
Die Landwirtschaft ist auch heutzutage der wichtigste Wirtschaftsfaktor der Gemeinde.

### Verkehr
Coublucq wird durchquert von der Route départementale 236.